# William A. Seiter
William A. Seiter (10 de junho de 1890 - 26 de julho de 1964) foi um diretor de cinema estadunidense. Os seus filmes mais conhecidos são Roberta (1935) e A Deusa do Amor (1948). Ele também dirigiu uma das primeiras séries de TV americana, Oh, Suzanna.

## Morte
Seiter morreu em Beverly Hills, Califórnia, de ataque cardíaco, aos 74 anos. Ele foi enterrado no Forest Lawn Memorial Park em Glendale, Califórnia. Seu neto, é o roteirista Ted Griffin.